# Dysnai
Dysnai je drugo najveće jezero u Litvi. S prosječnom dubinom od samo 6 m jedno je od najplićih jezera u Litvi. Nalazi se u općini okruga Ignalina, oko 3 km južno od grada Dūkštas. Željeznička stanica Dūkštas je najbliža željeznička stanica jezeru Dysnai (ruta Vilnius-Turmantas). Udaljen je otprilike 2 sata vožnje vlakom od Vilniusa, glavnog grada Litve.
Dysnai je povezan s jezerom Dysnykštis. Rijeka Dysna, pritoka Zapadne Dvine, teče kroz jezero Dysnai. Od 1988. jezero je domaćin godišnjeg festivala Dysnai radnika obližnje nuklearne elektrane Ignalina.

## Vanjske poveznice
|  | Zajednički poslužitelj ima još gradiva o temi Dysnai |